# ChAI-33
Bei der ChAI-33 (russisch ХАИ-33) handelt es sich um ein einmotoriges, einsitziges UL-Flugboot. Es wurde am Luftfahrtinstitut Charkow (heute Charkiw) von Studenten entwickelt und flog erstmals 1979.
1980 wurde es zum 50-jährigen Bestehens des Institutes nochmals modifiziert und erhielt anschließend die neue Bezeichnung ChAI-33M. Das Flugboot wurde nur als Einzelstück gebaut.

## Technische Daten
| Kenngröße             | ChAI-33 | ChAI-33M |
| --------------------- | ------- | -------- |
| Länge                 | 5,8 m   | 4,75 m   |
| Spannweite            | 9 m     | 8,8 m    |
| Flügelfläche          | 12,4 m² | 9,5 m²   |
| Flügelstreckung       | 6,5     | 8,2      |
| Leermasse             | 215 kg  | 186 kg   |
| max. Startmasse       | 300 kg  | 276 kg   |
| Höchstgeschwindigkeit | 90 km/h | 86 km/h  |